# Kapelle des heiligen Amaro
Die zu Beginn des 16. Jahrhunderts erbaute Kapelle des heiligen Amaro in Santa Cruz auf Madeira wurde im frühen 20. Jahrhundert wiederaufgebaut. 
Den Schutzpatron des Meeres Santo Amaro riefen die Fischer von Santa Cruz um einen guten Fischfang und Schutz vor dem Unwetter sowie vor Überschwemmungen an und widmeten ihm die Kapelle.
Vom ursprünglichen Bau sind Reste des Portals in regionalem Baustil, eine Kolonnade und eine Archivolte erhalten. Das Altarretabel ist spätbarock oder schon neoklassizistisch, dreiseitig, weiß und golden, mit zentraler Nische, eingerahmt von Pilastern und mit gebogener Front unterbrochen, und muss vom Anfang des 20. Jahrhunderts stammen.
Die Statue des Heiligen Amaro befindet sich in einer Nische, mit Glastür und einem Rand aus Gold, und gepolstert. Sie datiert ins 18. Jahrhundert. Das Heiligenfest wird am 15. Januar gefeiert.